# 12490 Leiden
12490 Leiden este un asteroid din centura principală de asteroizi.

## Descriere
12490 Leiden este un asteroid din centura principală de asteroizi. A fost descoperit pe 3 mai 1997 la Observatorul La Silla de Eric Walter Elst. El prezintă o orbită caracterizată de o semiaxă mare de 3,20 ua, o excentricitate de 0,12 și o înclinație de 1,0° în raport cu ecliptica.